# Teodoro Obiang Nguema Mbasogo
Teodoro Obiang Nguema Mbasogo (Acoacán, 5 de junho de 1942) é um político e militar guinéu-equatoriano, atual presidente da Guiné Equatorial desde 1979, após depor seu tio, Francisco Macías, num golpe de estado militar. Obiang foi apontado pela revista Forbes como o oitavo governante mais rico do mundo, apesar da população do seu país ser considerada uma das mais pobres da Terra, sendo que 70 por cento vivem abaixo da linha de pobreza.

## Juventude
Nascido no seio do clã Esangui em Acoacán, Obiang juntou-se aos militares durante o período colonial, tendo frequentado a Academia Militar Francisco Franco em Saragoça, Espanha. Alcançou o posto de tenente após a eleição de seu tio, Francisco Macías Nguema. como primeiro Presidente do país Sob a liderança de Macías, Obiang ocupou vários cargos, incluindo os de governador de Bioko, líder da Guarda Nacional, e director da prisão da Praia Negra, notória pelas torturas severas sobre os presos políticos.
Em 19 de abril de 1971, foi promovido a capitão devido a sua participação no derrube de uma tentativa de golpe contra Francisco Macías. Após este ponto, a carreira de Obiang começou a realmente progredir.

## Carreira política

### Presidência

#### Golpe de 1979
Após Macias ter ordenado o assassinato de vários membros da sua família comum, incluindo o irmão de Obiang, este depôs Francisco Macías, de quem era sobrinho, a 3 de agosto de 1979 num golpe de estado sangrento. Macías foi levado a julgamento pelas suas atividades ao longo da década anterior, incluindo o genocídio dos bubis (com todo o cuidado para evitar expor o papel de Obiang e outros elementos golpistas nesse mesmo período) e condenado à morte. Foi executado a 29 de Setembro de 1979 por fuzilamento, que teve de ser realizado por tropas de élite marroquinas por os soldados equatorianos recearem envolver-se. O Tribunal Internacional de Justiça (ICJ) revelou que apenas alguns nomes da anterior clique dominante de Macias foram levados a julgamento.
Obiang declarou que o novo governo iria trazer um novo começo em contraste com as medidas repressivas tomadas pela administração de Macías. Uma junta militar, o Conselho Militar Supremo (CMS), a que ele presidia, assumiu o governo do país. Contudo, em vista da sua história anterior, muitos acreditavam que Obiang e os seus eram apenas uma nova embalagem do anterior sistema. Obiang herdou um país com um tesouro vazio e uma população que tinha decaído para um terço do seu número em 1968, tendo 50% dos seus anteriores 1,2 milhões de habitantes emigrado para Espanha, para os países africanos ou sido mortos durante a ditadura do predecessor de Obiang. A presidência foi assumida oficialmente em Outubro de 1979.
Após a execução de Macias, Obiang proclamou uma anistia para todos os refugiados políticos no exterior do país; mas estes desconfiavam da anistia de Obiang. Ele era de facto acusado de numerosos crimes, e particularmente de ter assistido regularmente ás sessões de tortura na prisão da Praia Negra, onde aliás vários dos seus familiares estavam empregados. O que se verificou foi que a maioria dos refugiados que voltaram foram maltratados no regresso. Um exilado político, o advogado Juan Esono Mbomio, chegou a Malabo em Junho de 1980. Descendo do avião, um oficial de uniforme quebrou os seus dentes a murro. Episódios deste teor repetiam-se; os exilados políticos, na sua maior parte, preferiram não voltar.
A partir dali, Obiang passou a estar protegido por um corpo de militares marroquinos, uma autêntica "guarda pretoriana", pois não confiava nos seus próprios súditos.
Em Abril de 1981, deu-se a suposta primeira de várias tentativas de derrube de Obiang, alegadamente apoiada por Moses Mba Ada, um empresário. O ditador aproveitou a oportunidade para ganhar o controle da Exigencia, a empresa fundada por Mba Ada e outros, fazendo-se o principal acionista.

#### Nova Constituição
Percebi que a descoberta de petróleo na Guiné Equatorial e especialmente a importância destes recursos mudaram completamente a atitude de muitos dos nossos parceiros, especialmente aqueles que eram mais críticos. De repente eles se tornaram mais permissivos. Eu sei que é a natureza humana, mas não apenas os homens mudaram dessa maneira, as instituições fizeram o mesmo. E eu especificamente quero dizer o Fundo Monetário Internacional, o Banco Mundial e a União Europeia.

Teodoro Obiang, em My Life for my People, pág. 151
Uma nova constituição foi adotada em Agosto de 1982, e ao mesmo tempo, estabelecia Obiang como presidente para um mandato de 7 anos. Foi reeleito em 1989, sendo candidato único, com 99% dos votos. Após a legalização de outros partidos, foi eleito em 1996, 2002 e 2009 em eleições consideradas fraudulentas pelos observadores internacionais, e habitualmente contestadas pelos partidos da oposição, com um índice nunca menor que 95% dos votos. A constituição garante a Obiang o poder de governar por decreto.
Grande parte do seu governo tem sido menos violenta que a do seu antecessor. Em termos de direitos humanos, como comenta Ibrahim K. Sundiata, a situação melhorou, mas dificilmente poderia ter piorado, depois da destruição do país e do seu povo, levada a cabo tão completamente por Macias, com inteiro conhecimento, se não assistência, do antigo colonizador (Espanha), Nigéria, Camarões e Gabão; dos EUA, Cuba, China, França, das organizações da ONU, da Comunidade Económica Europeia; e do Vaticano, para não mencionar a aquiescência tácita da OUA.
Em agosto de 1987, Obiang Nguema anunciou a criação do Partido Democrático da Guiné Equatorial (PDGE).
Em 2003, Obiang informou o país de que se sentia obrigado a tomar controle total sobre o tesouro nacional de forma a prevenir que funcionários públicos fossem tentados a participar em práticas corruptas. Para evitar esta forma de corrupção, Obiang depositou mais de metade de um bilhão de dólares em cerca de sessenta contas controladas por ele mesmo e por sua família no Banco Riggs em Washington, D.C., levando um tribunal federal estado-unidense a multar o banco em 25 milhões de dólares por o ter permitido.
Em 2016, Nguema, no poder há 36 anos, foi reeleito para um novo mandato de sete anos. O mesmo ocorreu em novembro de 2022, quando Nguema foi reeleito para um novo mandato de sete anos, após receber 99,7% do votos nas urnas, tornando-se o chefe de Estado há mais tempo no cargo no mundo, há 43 anos.

#### Entrada na CPLP
No dia 23 de Julho de 2014, a Comunidade dos Países de Língua Portuguesa (CPLP) aprovou a adesão da Guiné Equatorial como Estado membro, "reiterando o empenho da Comunidade em continuar a apoiar as autoridades do país no pleno cumprimento das disposições estatutárias da CPLP, no que respeita à adoção e utilização efetiva da Língua Portuguesa, à adoção da moratória da pena de morte, até à sua abolição, e demais acervo da CPLP no respetivo ordenamento interno da Guiné Equatorial".
Portugal não desejava a entrada da Guiné Equatorial na CPLP, por vários motivos, entre eles o triste recorde do país no campo dos direitos humanos, e a fraca presença da língua portuguesa no território, excepto na ilha de Ano Bom, onde se fala uma espécie de criolo de origem portuguesa. Portugal foi pressionado por Angola e pelo Brasil; a própria permanência de Portugal na CPLP esteve em risco caso não cedesse, segundo uma fonte do governo.
A adesão à CPLP nada significou para Obiang ou o regime, que continua imperturbavelmente a perseguir, prender, torturar e matar opositores. A pena capital continua a ser aplicada. Sobre a abolição da pena de morte, diz Obiang que " não é preciso ter pressa." Na página oficial do governo equatoriano, não consta a língua portuguesa.
Segundo João Paulo Batalha, vogal da direção da Associação Cívica Transparência e Integridade, parceira da Transparency Internacional, a CPLP está a tornar-se “um cartel de potências energéticas”.

#### Relações com os EUA

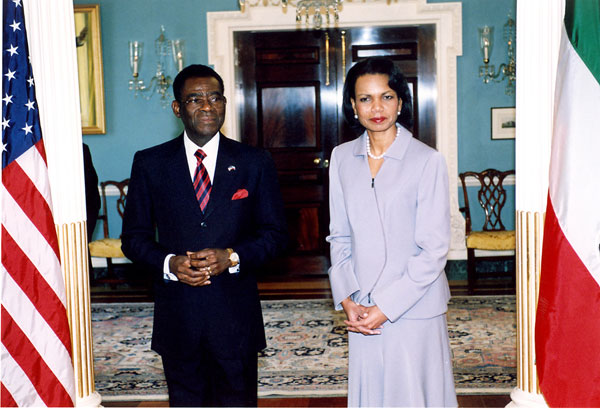
Condoleeza Rice e Obiang, em 12 de Abril de 2006

A diplomacia entre Estados Unidos e Guiné Equatorial entrou em colapso em 1993, quando o embaixador John E. Bennett foi acusado de prática de bruxaria nas sepulturas de 10 aviadores britânicos. Depois de receber uma ameaça de morte, em Malabo, Bennett deixou o país em 1994. Nenhum novo diplomata foi nomeado, e a embaixada foi fechada por Bill Clinton em 1995. Pouco depois nesse mesmo ano, a Mobil descobriu petróleo, em quantidades consideráveis, no país.
Em 2004, a empresa de relações públicas de Cassidy & Associates foi contratada pelo regime para melhorar as relações entre Obiang e o governo dos Estados Unidos. um tipo de procedimento já usado por vários regimes ditatoriais como o Catar, o Uganda, o Cazaquistão, e a Arábia Saudita. No final de 2006, o Presidente Obiang foi calorosamente recebido pela secretária de Estado, Condoleezza Rice, chamando-o de "bom amigo", enquanto o próprio Obiang ficou "extremamente satisfeito e esperançoso de que essa relação vai continuar a crescer em amizade e cooperação". A nova chancelaria da embaixada abriu em 2013. Segundo os dados de Max Liniger-Goumaz, foi em Junho de 1981 que a embaixada em Malabo reabriu, com a responsável Joanne Thomson.
A embaixada da Guiné Equatorial em Washington, nos EUA, foi financiada pela petrolífera Mobil, que também financiou parte da sua campanha eleitoral de 1996.

### O caso do lixo tóxico em Ano-Bom
De acordo com várias fontes, foi despejado lixo tóxico em grande escala na ilha de Ano-Bom, durante os anos 80 e 90. O diário espanhol El País aponta a chegada à ilha cerca de 1987, de um destacamento de doze presos comuns, que "tomaram conta" da ilha, roubando colheitas e maltratando a população. A edição alemã do Der Spiegel, de 28 de agosto de 2006, informou que o governo da Guiné Equatorial vendeu permissões a empresas britânicas (Emvatrex, de Buckinghamshire) e norte-americanas (o Axim Consortium Group) para enterrar 10 milhões de toneladas de lixo tóxico e 7 milhões de toneladas de lixo radioativo na ilha. Teodoro Obiang, o presidente da Guiné Equatorial, alegadamente recebe 200 milhões de dólares por ano para novas autorizações, enquanto a população de Ano-Bom vive em extrema pobreza. O ecossistema da ilha está prestes a entrar em colapso devido ao enorme despejo de resíduos.

## Golpe Wonga
Em março de 2004, Obiang declarou que as autoridades da Guiné Equatorial haviam descoberto um complot contra o seu governo e que os serviços secretos nos Estados Unidos, na Grã-Bretanha e na Espanha estavam envolvidos. 15 pessoas foram presas e, pouco depois, outros 67 mercenários liderados por Simon Mann, um antigo oficial das SAS, foram presos no aeroporto de Harare, no Zimbabue. Simon Mann foi condenado a mais de 34 anos de prisão na Guiné Equatorial em 2008, mas só cumpriu quatro.
O golpe ficou conhecido como o golpe Wonga (um calão que significa dinheiro), e pretenderia substituir Obiang pelo exilado político Severo Moto, sendo recompensado com direitos preferenciais sobre o petróleo do país para as corporações ligadas aos mercenários.
Segundo Simon Mann, houve apoio de vários países e indivíduos, entre os quais Mark Thatcher, filho de Margaret Thatcher, e Ely Calil, um homem de negócios britânico de origem libanesa.
Tem havido muitas outras tentativas de derrube de Obiang - mais de uma dezena desde a sua subida ao poder, grande parte delas concebidas por elites rivais, desejando apoderar-se da riqueza do país em petróleo. Reais ou imaginadas, as tentativas de golpe são sempre pretexto bem-vindo pelo regime para detenções arbitrárias, torturas e maus tratos.

## Controvérsias
O regime de Obiang reteve características claramente autoritárias, mesmo após a legalização dos outros partidos em 1991. Muitos observadores nacionais e internacionais consideram o seu regime um dos mais corruptos, etno-cêntricos, opressivos e não democráticos do mundo. A Guiné Equatorial é essencialmente um país de partido único, dominado pelo Partido Democrático da Guiné Equatorial (PDGE) de Obiang. Em 2008, o jornalista americano Peter Maas chamou a Obiang "o pior ditador de África", pior mesmo que Robert Mugabe do Zimbabué.
Todos os membros com exceção de um dos 100 assentos parlamentares pertencem ao PDGE ou estão alinhados com o partido. A oposição está severamente desamparada pela falta de imprensa livre como veículo para a propagação das suas ideias. Cerca de 90% de todos os políticos da oposição vivem no exílio, 550 ativistas antiObiang estão presos injustamente e vários foram mortos desde 1979.[carece de fontes?] Em Julho de 2003, a estação de rádio estatal declarou que Obiang era um deus "em permanente contacto com o Todo Poderoso" e que "pode decidir matar sem ninguém o chamar a prestar contas e sem ir para o inferno". Ele próprio fez comentários semelhantes em 1993. Apesar desses comentários, continua a alegar ser um devoto católico, tendo sido convidado para ir ao Vaticano pelos papas João Paulo II e Bento XVI. Macías proclamava igualmente ser um deus.
Obiang tem encorajado um culto de personalidade em torno de si, assegurando-se que os discursos públicos terminam em votos de prosperidade para si e não para a república. Vários edifícios importantes têm um pavilhão presidencial, várias vilas e cidades têm ruas comemorando o golpe de estado de Obiang contra Macías, tal como é comum entre a população utilizar roupas com a sua cara estampada. Tal como o seu predecessor e outros ditadores africanos tais como Idi Amin ou Mobutu Sese Seko, Obiang atribuiu a si mesmo vários títulos criativos. Entre eles estão "cavalheiro da grande ilha de Bioko, Annobón e Río Muni". Também se refere a si próprio como El Jefe (O Chefe).

### Fortuna
A revista Forbes considera Obiang um dos chefes de estado mais ricos do mundo, com uma riqueza avaliada em cerca de 600 milhões de dólares. Tal fortuna formada durante mais de 40 anos de ditadura na Guiné, que ao mesmo tempo é um dos países mais pobres do mundo. Fontes oficiais têm-se queixado de que a Forbes está a contar erradamente propriedades estatais como pessoais do presidente.

### Canibalismo
De forma semelhante a Idi Amin, os opositores de Obiang acusam-no de canibalismo, mais especificamente de devorar determinadas partes do corpo dos adversários para ganhar o seu poder. Obiang pertence ao grupo étnico dos Fang, maioritário no país, e que se tornou conhecido no século dezanove por acusações de canibalismo; de facto, o que parecia acontecer era que partes de cadáveres seriam devoradas para adquirir as qualidades dos seus próprios antepassados mortos.
Severo Moto, um dos seus principais opositores, exilado em Espanha, acusou-o publicamente numa rádio espanhola de ser um "autêntico canibal" que come os seus rivais políticos. "Ele quer que eu volte à Guiné para comer os meus testículos" — finalizou.